# Piet te Nuyl sr.
Pieter Jacobus te Nuijl (Amsterdam, 9 februari 1892 - Hilversum, 11 mei 1960) was een Nederlands acteur. Hij werd ook wel Piet te Nuijl sr. genoemd, omdat hij de vader was van televisieman Piet te Nuijl jr.. Hij was getrouwd met Minny van Ollefen. Het huwelijk met Minny van Ollefen werd ontbonden in (1942). Hij hertrouwde in (1946) met Wilhelmina Johanna Beringer, waarvan hij drie kinderen kreeg. Zoon Victor te Nuijl (1947), dochter Félicité te Nuijl (1952), dochter Désirée te Nuijl (1953).
In 1910 debuteerde Piet te Nuijl sr. op het toneel bij het reizende gezelschap van Johannes Langenaken, maar met de nodige zanglessen werkte hij in de jaren twintig en dertig van de 20ste eeuw ook in operettes. Daarnaast werkte hij mee aan speelfilms en legde zich toe op hoorspelen vanaf het eind van de jaren dertig.

## Filmografie
- Gouden ketenen (1917)
- Fientje Peters - Poste restante (1935)
- De Big van het regiment (1935)
- Klokslag twaalf (1936)
- Oranje Hein (1936)
- 't was een april (1936)
- Kermisgasten (1936)
- De man zonder hart (1937)
- Vadertje Langbeen (1938)
- Zeven maal zeven (1942)
- Drie weken huisknecht (1944)

## Toneel
- Eva Bonheur (1916)

## Hoorspelen
- De Chinese fluitspeler (1939)
- Napoleon Bonaparte contra Lazare Hoche (1939)
- Het was een bar brakkige nacht (1940)
- Marietje is mijn dochter (1947)
- Paul Vlaanderen (1948)
- Trilby (1949)
- Met de hakken over de sloot (1949)
- Onze oude Dundas (1951)
- Het witte schaap van de familie (1953)
- Het geheim van Lord Cammarleigh (1955)
- Een wonder kost maar vijf piasters (1955)
- Prinses Turandot (1956)
- Hoe moet er dan vrede nederdalen? (1957)
- De zoutmijn (1958)
- Brieven van het front (1958)
- De staatssecretaris en zijn stokpaardje (1958)
- Alarm... Mijn aangespoeld! (1959)
- De maanvos (1959)
- Pionier van het leven (1961, na zijn overlijden)